# Matej Landl
Matej Landl (* 12. června 1963, Bratislava) je slovenský herec, syn herečky Evy Landlové a krasobruslařského trenéra Františka Landla.
Ve filmu vystupuje již od dětství, známým se stal, mimo jiné, hlavně díky televiznímu seriálu Spadla z oblakov (1978). V 80. letech byl v angažmá v Martinském divadle, nyní je angažován v souboru Divadla Astorka Korzo '90, jehož je stálým členem. Zde ztvárnil celou řadu postav například ve hrách Večierok, Meštiaci, Les, Historky z Viedenského lesa a další. Ve Slovenské televizi uváděl pořad Čudná šou, jedná se i o dobrého dabingového herce.

## Filmografie, výběr
- 1977 Kamarátka Šuška (Ondrej Hronec)
- 1978 Nekonečná - nevystupovat (Lapka)
- 1978 Spadla z oblaků (TV seriál)
- 1990 Keď hviezdy boli červené (Jano)
- 1994 Na krásném modrém Dunaji
- 1994 Vášnivý bozk (Viktor)
- 2002 Útěk do Budína (Šulek)
- 2003 Zostane to medzi nami (Maťo)
- 2004–2005 Sue Thomas: F.B.Eye (dabing Dimitrius Gans)
- 2007–2008 Ordinace v růžové zahradě
- 2008 Áno, miláčik! (Peter) – 11. částí
- 2008 Velký respekt
- 2014 České století (TV seriál, Ján Čarnogurský)
- 2015–2021 Horná Dolná (TV seriál, Bystro)
- 2022 Devadesátky (TV seriál, potápěč Jura)
- 2022 Láska hory přenáší